# Gercy
Gercy é uma comuna francesa na região administrativa de Altos da França, no departamento de Aisne. Estende-se por uma área de 6,33 km². Em 2010 a comuna tinha 272 habitantes (densidade: 43 hab./km²).